# Alta Edad Media de la península ibérica

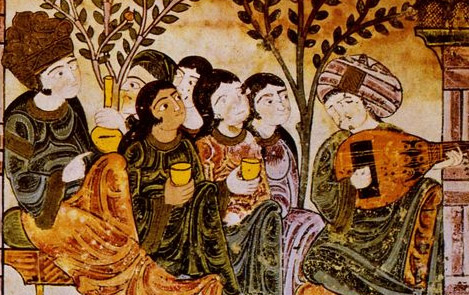
El músico y poeta Ziryab, llamado a al-Ándalus por Alhakén I, en una escena de un jardín.

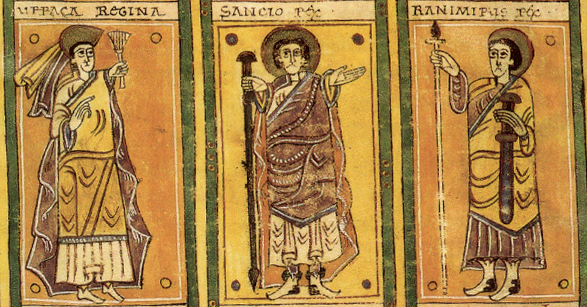
Sancho Garcés II de Pamplona, en el centro, y la mujer de éste, Urraca Fernández, a la izquierda. A su derecha Ramiro Garcés, rey del efímero reino de Viguera. Grabados del Códice Vigilano.

La Alta Edad Media de la península ibérica se divide en dos grandes etapas: la monarquía visigoda, de los siglos V al VIII; y el Al-Ándalus omeya, de principios del siglo VIII a principios del siglo XI, que llegó a dominar toda la península ibérica, excepto una franja septentrional donde se formaron varios reinos y condados cristianos.

## La monarquía visigoda

### Las invasiones bárbaras en la península ibérica

Distribución de la península entre suevos, vándalos y alanos entre 409 y 429. La autoridad imperial únicamente se ejerce en la provincia Tarraconense, y los visigodos se concentran en Galia.

A partir de la crisis del siglo III las bases sobre las que se había sustentado el Imperio Romano habían comenzado a resquebrajarse (el sistema esclavista, la ciudad y su dominio sobre el campo, el sistema de impuestos que sustentaba al Estado, etc.). Una de sus consecuencias fue que el Imperio se mostró incapaz cada vez más de hacer frente a la presión que sufría en sus fronteras (limes) por parte de pueblos "bárbaros", especialmente la de los pueblos germánicos sobre el limes formado por los ríos Rin y Danubio. Así en la segunda mitad del siglo IV los emperadores romanos se vieron obligados a aceptar el asentamiento dentro del Imperio de algunos de estos pueblos, con los que firmaron pactos de alianza (foedus). Fue el caso de los visigodos que se establecieron inicialmente en el curso bajo del Danubio, para irse desplazando hacia Occidente, llegando a saquear la propia Roma en el 410.
Cuatro años antes, en el 406, suevos, vándalos y alanos, habían cruzado el limes norte del Imperio y alcanzado Hispania tres años después, donde se asentaron. El emperador romano de Occidente reconoció su impotencia y tuvo que recurrir a la renovación en el 416 del pacto de alianza (foedus) con los visigodos (que entonces se encontraban asentados en el sur de la Galia) para que éstos intervinieran en Hispania y desalojaran a los invasores (y además acabaran con las revueltas de bagaudas). A cambio les ofreció tierras en el sur de la Galia. Así los visigodos penetraron en la península ibérica y cumplieron con su cometido: derrotaron a alanos y vándalos —una parte de estos últimos pasaron al norte de África—, las revueltas bagaudas fueron sofocadas y los suevos se vieron obligados a replegarse a la Gallaecia. A partir de entonces los visigodos se convirtieron en el nuevo poder en Hispania por encima del propio emperador de Occidente.

### El reino visigodo de Toledo

La península ibérica a mediados del

Al desaparecer en el año 476 el Imperio Romano de Occidente, el reino visigodo con capital en Tolosa, que abarcaba el sur de la Galia y buena parte de Hispania y que ya existía como foederati (aliado) de Roma, se transforma en un Estado totalmente independiente. Pero en el año 507 los francos, otro pueblo germánico, derrotan a los visigodos en la batalla de Vouillé obligándoles a abandonar Tolosa y la Galia (excepto la Septimania). Surge así el reino visigodo de Toledo.
Sin embargo, la monarquía visigoda de Toledo no consiguió el dominio completo de Hispania hasta principios del siglo VII cuando, tras apoderarse del reino suevo de la Gallaecia en el siglo anterior, logró desalojar a los bizantinos de la amplia franja costera en el sudeste y el sur peninsular que habían ocupado. Hasta bien entrado el siglo VII no conseguirán someter —y nunca completamente— a astures, cántabros y vascones de la franja cantábrica y de los Pirineos occidentales.
El número de visigodos que llegaron a Hispania fue muy reducido ―se calcula que no llegarían a los 200.000― y no se produjo ningún proceso de "germanización" ni lingüística, ni cultural (el latín siguió siendo la lengua de los hispanorromanos, cuyo número se calcula en torno a los 4 millones de personas). Más bien al contrario, los visigodos adoptaron y continuaron con la cultura, leyes y administración romanas del Bajo Imperio. La moneda que acuñaron imitaban los patrones romanos y sus reyes adoptaron el ritual romano en cuanto a indumentaria y atributos de la autoridad imperial (trono, corona y cetro). Además, recopilaron el derecho romano en el Liber Iudiciorum, aunque introdujeron nuevas leyes de raíz germánica.
Desde el punto de vista social también hubo cierta continuidad ya que la distinción libre/esclavo siguió existiendo y entre los libres prosiguió la diferenciación entre potentiores (los grandes propietarios de tierras, en los que se integró la nobleza guerrera visigoda y la Iglesia) y los humiliores (pequeños propietarios, colonos de los latifundios). Sin embargo, entre ambos grupos se acentuaron los lazos de dependencia dando lugar a un proceso que algunos historiadores han considerado como «protofeudal» y que daría lugar a una «sociedad feudalizada». Asimismo continuó la ruralización del Bajo Imperio y la vida urbana siguió decayendo.

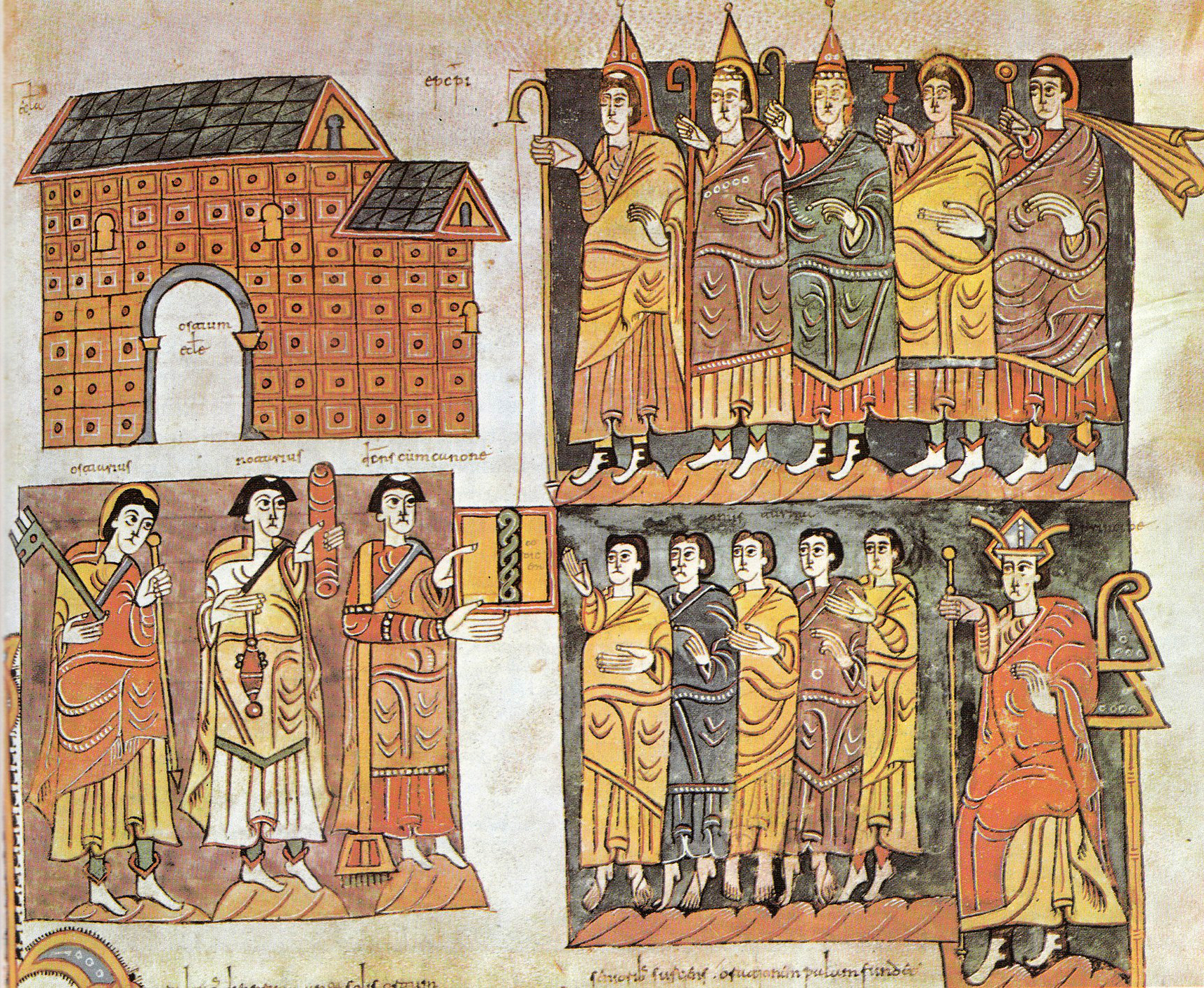
Nobles y clérigos asisten a un Concilio de Toledo. Codex Vigilanus.

Para el fortalecimiento de su monarquía los visigodos consideraron necesario integrar en ella a la Iglesia católica hispana. Por ello, y para alcanzar la unificación religiosa de su reino, renunciaron en el III Concilio de Toledo de 589 (con el rey Recaredo a su frente) al cristianismo arriano y adoptaron el cristianismo católico (que era la fe de la mayoría de los hispanorromanos). La Iglesia católica se convirtió a partir de entonces en una institución clave en la monarquía visigoda, ya que sus concilios no fueron simples asambleas religiosas, sino que se convirtieron también en asambleas políticas convocadas y presididas por el rey.
La monarquía visigoda, siguiendo la tradición germánica, era electiva, y en el IV Concilio de Toledo de 633 se estableció que en la designación del rey no sólo intervendrían los nobles, tal como se había venido realizando hasta entonces, sino también los obispos, y que una vez producida la elección, tanto nobles como obispos le jurarían fidelidad (el grupo de nobles de mayor confianza del rey [los comtes] formaría el Aula Regia o Palatina, máximo órgano asesor del monarca). Además el rey sería ungido con los santos óleos, asumiendo así su poder un carácter sagrado. Sin embargo, todo esto no consiguió dar estabilidad a la monarquía a causa del mantenimiento de su carácter electivo, y las luchas por el poder entre los nobles, las intrigas y la violencia debilitaron el reino (la mitad de los reyes visigodos fueron asesinados o depuestos violentamente).
Precisamente la invasión musulmana del 711 que puso fin a la monarquía visigoda fue propiciada por la guerra civil que estalló un año antes cuando falleció el rey Witiza y sus seguidores no aceptaron a Rodrigo como nuevo rey. Los "witizianos" ―que pretendían elegir como rey al hijo de Witiza, Agila― fueron los que llamaron a los musulmanes que se encontraban al otro lado del Estrecho para que les apoyaran en su lucha contra el rey Rodrigo.

## Al-Ándalus omeya

### Conquista musulmana de la península ibérica

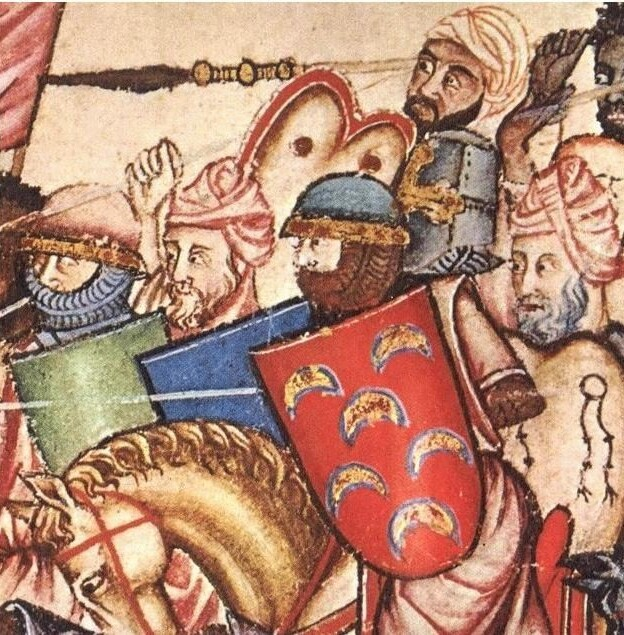
Miniatura que representa a guerreros musulmanes a caballo

En la primavera del año 711, Tariq ibn Ziyad ―lugarteniente de Musa ibn Nusair gobernador del norte de África en nombre califa de Damasco― cruzó el estrecho al frente de unos 18.000 hombres, en su mayoría bereberes, y desembarcó en la actual Gibraltar ―que será llamada así en honor suyo: "Yebel Tarik o `montaña de Tarik'―. A continuación derrotó al ejército visigodo encabezado por el rey Rodrigo en la batalla que tuvo lugar junto al río Guadalete y después ocupó Toledo, la capital del reino visigodo. Al poco tiempo llegó un nuevo ejército musulmán al mando del propio Musa ibn Nusair. La ocupación de la Península quedó completada en sólo dos años ―en unos casos mediante la conquista; en otros mediante acuerdos con miembros destacados de la nobleza visigoda, como el Pacto de Tudmir―.
La conquista de la Península ―que los musulmanes llamaron al-Ándalus― duró relativamente poco por el súbito desmoronamiento de la Monarquía visigoda y por las luchas internas nobiliarias que la azotaban y también porque los invasores llegaron a acuerdos con la población local por los que respetaban sus formas de autogobierno, les permitían conservar la mayor parte de sus tierras y aceptaban la práctica religiosa cristiana a cambio del pago de un impuesto específico.

### Emirato dependiente de Córdoba (711-756)
En el momento en que se produjo la conquista de la península ibérica el mundo islámico estaba unificado bajo un único poder político-religioso, el del califa (sucesor de Mahoma) que residía en Damasco. Es esta autoridad la que nombra al emir o wali que gobernará Al-Ándalus desde Córdoba, su capital, y que se encargará de poner las bases del Estado islámico. Asimismo entonces se inicia el proceso de arabización y de islamización de la población hispana, a pesar de que los árabes, bereberes y sirios que se instalan en la península son una minoría ―el número total de conquistadores rondaría los ochenta mil o los cien mil hombres, mientras que la población hispana ascendería a unos dos millones de personas―.
Con los cristianos y con las comunidades judías, como «gentes del libro» (dhimmis), se estableció un pacto por el cual no tendrían obligación de convertirse al islam y gozarían de la “protección” del Estado (podrían mantener y construir iglesias y sinagogas, realizar sus concilios, mantener sus clérigos, etc.) a cambio del pago de un tributo (‘’yizia”) del que estaban exentos los convertidos a la religión musulmana. Esta permisividad religiosa sería la que explicaría que la islamización de la población peninsular fuera progresiva y que los hispanos que mantuvieron la religión cristiana, aunque adoptando la lengua y las formas de vida árabes (de ahí su nombre de mozárabes), aún fueran mayoría durante los primeros siglos de Al-Ándalus, frente a los hispanos, también arabizados, que se convirtieron al islam (muladíes).

### Emirato independiente de Córdoba (756-929)
En el año 750 el Califato de Damasco vivió una grave crisis, cuyo resultado fue que los Omeyas fueron desplazados del poder por el clan de los hashimíes, que trasladaron la capital del Califato a Bagdad ―el nuevo califa Abu al-'Abbas as-Saffah dará nombre a la dinastía abasida―. Sin embargo, un joven miembro del clan Omeya, Abd-al-Rahman, consiguió escapar de Damasco y se refugió en la lejana Al-Ándalus. Allí en el 756 con la ayuda de sus partidarios se hizo proclamar emir, cargo que no será reconocido por el califa de Bagdad. Surge así el emirato independiente, aunque Abd-al-Rahman siguió reconociendo la autoridad religiosa ―que no la política― del califa abasí.
En la segunda mitad siglo IX y principios del siglo X, el emirato independiente vivió un periodo de crisis (rebeliones de árabes, de mozárabes y de muladíes; sublevaciones de gobernadores de las marcas fronterizas; incursiones vikingas; períodos de epidemias y malas cosechas) que sólo con el fortalecimiento de la autoridad del emir, por parte de Abd-al-Rahman III se consiguió superar.

### Califato de Córdoba (929-1031)

Mapa de la península ibérica hacia el año 1000.

Durante el largo período que ocupó el poder Abd-al-Rahman III (912-961), Al-Ándalus inició su periodo de máximo esplendor tanto político y militar como económico y cultural. Esto indujo a Abd-al-Rahman III a romper completamente con Bagdad y autoproclamarse en el año 929 califa, es decir, a asumir también la máxima autoridad religiosa como «señor de los creyentes», para de esa forma restaurar también la unidad del Estado islámico andalusí. En las afueras de Córdoba mandó edificar una espléndida ciudad-palacio que sería la sede del nuevo poder califal: Medina Azahara. A Abd-al-Rahman III le sucedió Al-Hakam II (961-976) que prosiguió con su obra de convertir a Al-Ándalus en el territorio más desarrollado y civilizado de Occidente, capaz de rivalizar dentro del mundo islámico con la mismísima Bagdad. Como ha señalado Eduardo Manzano Moreno, «desde los tiempos del Imperio Romano no se había conocido una construcción política tan potente en la península».
El sucesor de Al-Hakam II, Hisham II (976-1012), al ser menor de edad, delegó los asuntos de gobierno en su hajib (primer ministro) Muhammad Ibn Abi Amir, conocido como Al-Mansur ("el vitorioso") por sus numerosas incursiones de pillaje y saqueo (razias o aceifas) en los reinos cristianos del norte. El poder de Almanzor (como le llamaban los cristianos) estuvo por encima del propio califa y a su muerte en 1002 le sucedieron sus dos hijos como "hombres fuertes" de Al-Ándalus. Pero tras el asesinato de los "amiríes" (miembros de la familia de Almanzor) en una revuelta que estalló en Córdoba en 1009 se abrió un periodo de inestabilidad política y de guerras civiles que finalizará con la abolición del califato en 1031.

### Economía, sociedad y cultura de al-Ándalus

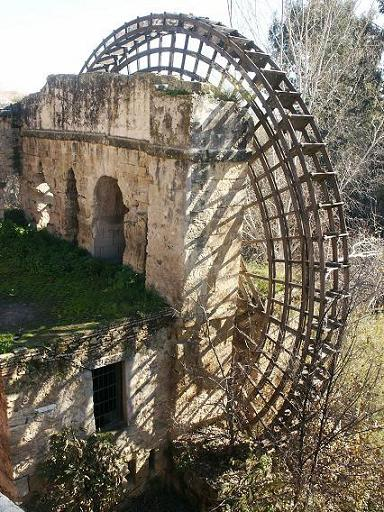
Molino de agua de la Albolafia (Córdoba).

La invasión musulmana desde el punto de vista económico y social también supuso una ruptura con la Hispania visigoda, ya que se detuvo el proceso de ruralización iniciado en el Bajo Imperio, y la vida urbana se recuperó gracias sobre todo a la revitalización del comercio y de la manufactura al integrarse la Península en el sistema económico del Islam y en su extenso circuito comercial, como lo pone de manifiesto el aumento de la circulación monetaria o la especialización de la producción agrícola que va más allá de la mera subsistencia.
Los musulmanes incorporaron a las técnicas agrícolas hispanorromanas importantes novedades que convirtieron a Al-Ándalus en la sociedad agrícola más avanzada de Europa hasta el siglo XII: se introdujeron nuevos cultivos como el arroz, ciertos frutales (albaricoque, granada, cítricos, etc.) y hortalizas (berenjena, alcachofa, etc.), la caña de azúcar, la morera [para alimentar a los gusanos de seda], el azafrán, el algodón o el esparto ―por otra parte, algunos sectores tradicionales, como el olivo, vieron intensificada su producción; los sistemas de riego se extendieron e intensificaron, con la construcción de las obras hidráulicas necesarias (presas, azudes, norias, acequias, pozos, etc.), especialmente en los valles de Guadalquivir y del Ebro y en Granada, Murcia y Valencia, lo que se tradujo en un notable aumento de los rendimientos y de la densidad de población en estas zonas; se produjo una especialización en la producción agraria y también se desarrolló la ganadería, especialmente la ovina (el cordero era la carne fundamental en la cocina andalusí) y la caballar.
Por su parte, la producción artesanal experimentó un extraordinario desarrollo gracias a los numerosos talleres urbanos, cada uno de ellos especializados en los más variados productos: cueros, cerámica, armas, muebles, vidrio, marfiles, tejidos de algodón y de seda, tintes, alfombras, papel, orfebrería, etc. Los molinos de viento e hidráulicos se extendieron por el campo para la molienda del grano, así como las almazaras para la obtención del aceite de oliva.
El comercio experimentó un gran auge, tanto el de materias primas para abastecer a los talleres artesanales (algunas de las cuales procedían de tierras lejanas) como de productos manufacturados que llegaban a Al-Ándalus para ser vendidos en los zocos y bazares de las ciudades. Uno estos "productos" eran los esclavos, procedentes del norte de la península, del norte o del este de Europa (germanos o eslavos ―de aquí deriva el nombre de esclavo―) o del África subsahariana. Este gran desarrollo comercial fue posible también por la gran circulación de monedas de oro y plata acuñadas en Córdoba (y que fueron muy apreciadas en todo el ámbito del Islam e incluso en la Europa feudal).
Aunque la mayoría de la población habitaba en aldeas ―en Levante llamadas alquerías― y se dedicaba a la agricultura y a la ganadería, la vida urbana tuvo un enorme desarrollo. Mientras ninguna ciudad cristiana peninsular sobrepasaba los 5.000 habitantes, Córdoba y Sevilla superaban los 50.000 y Toledo, Badajoz, Granada, Almería, Zaragoza y Valencia, pasaban de los 15.000. Las ciudades eran los centros de poder económico y político. Allí residía el representante del emir o del califa ―y a veces esa función era desempeñada por el cadí, un juez encargado de resolver los conflictos civiles entre los musulmanes―.

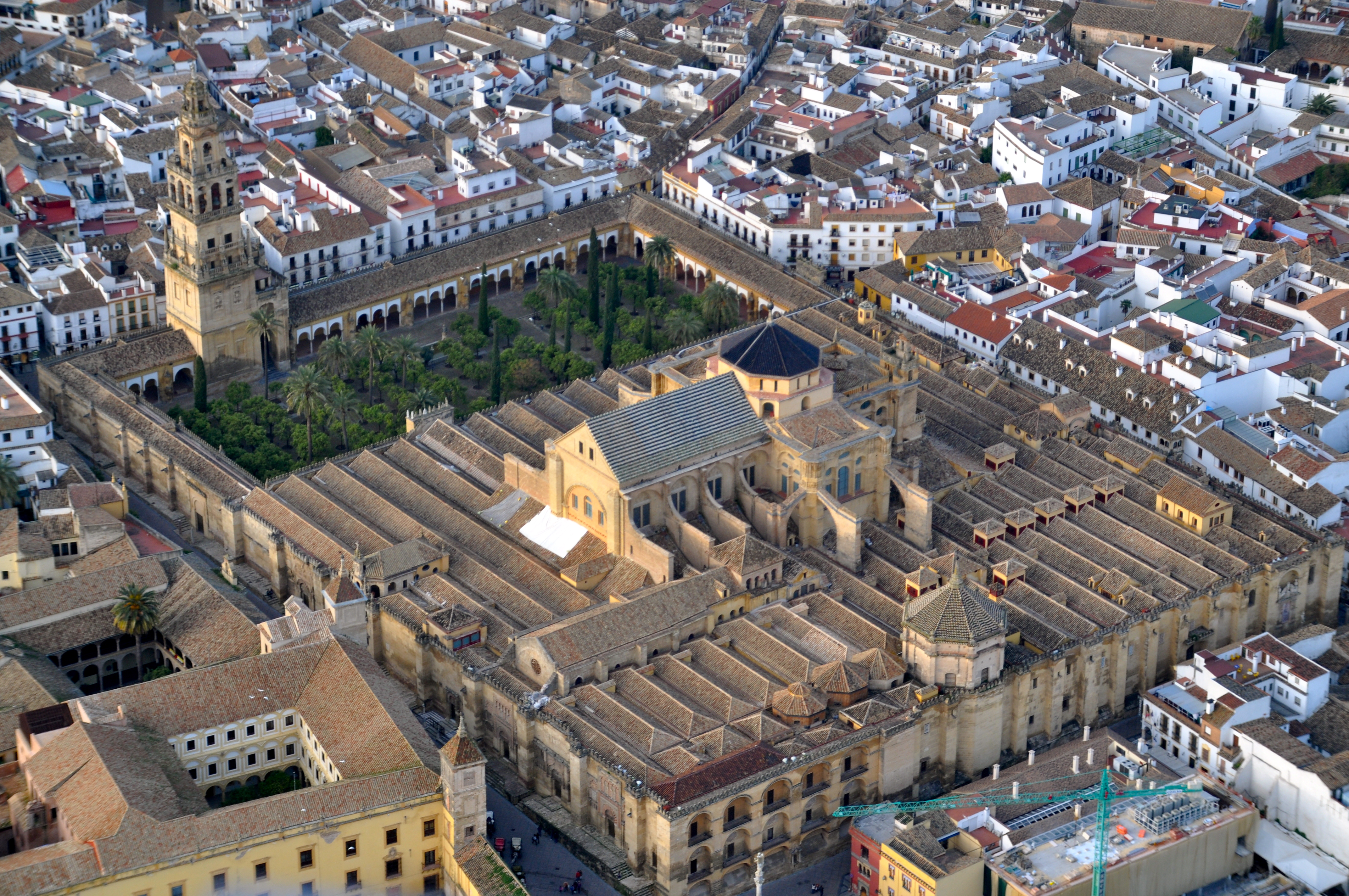
Vista aérea de Córdoba con la antigua mezquita en primer plano.

En las ciudades también residían los grupos sociales dominantes, constituidos fundamentalmente por los linajes descendientes de los conquistadores árabes, sirios y bereberes. Eran éstos los que monopolizaban los altos cargos del Estado y del Ejército (visires, generales, hajibs, walís, cadís), y los que poseían las explotaciones agrarias más extensas y más ricas, cultivadas por campesinos en régimen de aparcería. A continuación, existía una «clase media» urbana integrada por funcionarios, comerciantes, propietarios de talleres artesanales, médicos, etc. Y en la base de la sociedad se encontraban los campesinos y artesanos que pagaban los tributos que sostenían al Estado ―el principal el zakat, diezmo en dinero o en especie que pagaban todos los musulmanes―. Pero al mismo tiempo la sociedad andalusí era muy heterogénea desde el punto de vista étnico y religioso, pues convivían musulmanes de diferentes orígenes (árabes, sirios, bereberes y muladíes), mozárabes y judíos ―que pagaban sus propios impuestos: yizya, tributo personal, y jarach, tributo territorial―.
Al-Ándalus desarrolló la civilización árabe-islámica de la que constituyó un núcleo destacado. Así, la filosofía, la ciencia, la literatura y el arte, conocieron un extraordinario dinamismo y se inspiraron en modelos árabes de Oriente. Muchos eruditos andalusíes visitaron los grandes centros culturales del Islam (Bagdad, El Cairo, Damasco, La Meca) y también fue habitual que sabios de otros estados musulmanes acudieran a Córdoba y Sevilla a escribir o a enseñar en las mezquitas. Así, Al-Ándalus fue el centro cultural más importante de Occidente en los siglos IX y X.
Los propios emires y califas alentaron la traducción al árabe de obras de la Antigüedad tanto de ciencia como de filosofía, lo que evitó que se perdiese ese saber ―muchas de estas obras serían traducidas del árabe al latín, por la llamada Escuela de Traductores de Toledo o la del monasterio de Ripoll, pasando así al mundo medieval europeo. También a través de Al-Ándalus llegarán a Europa los conocimientos de la civilización islámica ―desarrollada también en la propia Al-Ándalus― y de otras civilizaciones de Oriente, como la hindú o la china.

## Reinos cristianos del norte
La franja septentrional de la península ibérica acabó escapando al control de los musulmanes y allí se formaron unos reinos cristianos que durante sus tres primeros siglos de existencia (del VIII al X) se limitaron a resistir la pujanza del Islam. Como ha señalado Eduardo Manzano Moreno, «desde el punto de vista de los emires de Córdoba, el norte de la península era una zona sometida por los conquistadores en el año 711, cuyos habitantes habían concluido tratados de paz que les obligaban al pago de tributos… Enviar campañas anuales contra ellos era, pues, una forma de recordarles quién mandaba en la península ibérica».

### El reino astur-leonés
El llamado inicialmente Reino de Asturias surgió en la cordillera Cantábrica inmediatamente después de la invasión musulmana, concretamente en el territorio de los astures, y su primera corte se estableció en Cangas de Onís y más tarde se trasladó primero a Pravia y finalmente a Oviedo. Uno de sus primeros reyes, Alfonso I (739-757), incorporó el territorio de los cántabros al nuevo reino y su hijo Fruela I (757-768) lo extendió por el oeste hasta el río Miño. El hecho de que consiguiera sobrevivir este minúsculo estado cristiano se ha relacionado con las dificultades que tuvieron los emires cordobeses por dominar unos valles escarpados como los de la cordillera cantábrica.

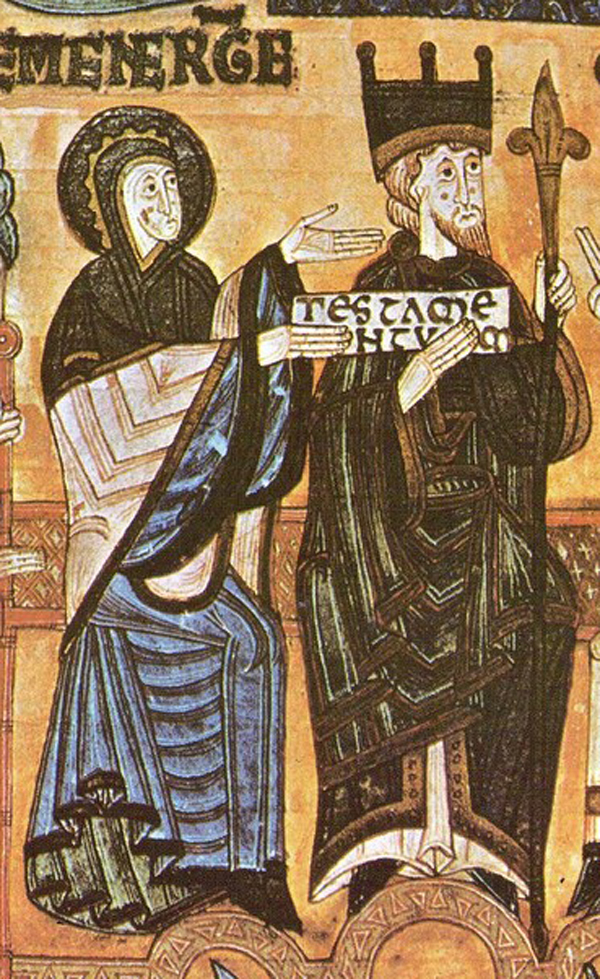
Sección de la miniatura medieval donde están Alfonso III de Asturias y la reina Jimena a su izquierda. Libro de los testamentos de la catedral de Oviedo

Su primera expansión sobre el valle del Duero se explica por el «desierto» que se creó allí por la crisis que padeció el emirato como consecuencia de la revuelta bereber de mediados del siglo VIII. En la segunda mitad del siglo IX Alfonso III (866-910) extendió el reino hacia Galicia ―que en ocasiones tendrá rey propio―, hacia el alto Ebro y hacia el valle del Duero para situar en este río la frontera con al-Ándalus. Fue así como se pudo trasladar la capital del reino astur a la antigua ciudad romana de León, y entonces adoptó el nombre de Reino de León, quedando el núcleo originario de Asturias como territorio suyo. Así pues, esta primera expansión fue más el resultado de la crisis de Al-Ándalus que de una verdadera superioridad astur-leonesa.
Para poder gobernar unos territorios tan extensos los monarcas leoneses nombraron unos representantes suyos (condes) en algunos territorios, especialmente los fronterizos, como Castilla ―por el alto Ebro es por donde realizaban sus incursiones los ejércitos musulmanes que atacaban el reino de León― y Portugal. A finales del siglo X el condado de Castilla rompió sus vínculos de vasallaje con el rey leonés, aunque poco después fue incorporado al Reino de Navarra. Pero al morir en el año 1035 el rey Sancho el Mayor, éste se lo deja en herencia a uno de sus hijos, Fernando, que asume el título de rey. Nace así el Reino de Castilla, que sólo tres años después de su nacimiento, acaba incorporando el Reino de León. Por eso Fernando I (1035-1065) pasará a titularse rex de castellanos y leoneses.
Los monarcas asturleoneses cuando extendieron sus fronteras más allá de las montañas y valles cantábricos, se encontraron con el grave problema de asegurar su dominio y ocupación permanentes. Para ello los reyes se vieron obligados a realizar un plan oficial de repoblamiento, que fue dirigido directamente por el soberano o por sus delegados, condes u obispos, y que se interesó ante todo por las plazas fuertes de gran valor estratégico y militar. Por otra parte, magnates laicos y la Iglesia procedieron a efectuar repoblaciones por su cuenta, los primeros en torno de alguna fortaleza antigua o de nueva construcción, y la segunda mediante la fundación de monasterios. Por último, también existió una repoblación protagonizada por pequeños campesinos de forma privada, dando nacimiento a comunidades de aldea integradas por hombres libres, aunque solían asentarse en las cercanías, y al abrigo, de fortalezas o monasterios.
Estos tres tipos de repoblación ―la llevada a cabo directamente por los reyes; la de los magnates y la Iglesia; la de los pequeños campesinos― obedecían a una misma concepción jurídica: el llamado "derecho de presura". La presura, también llamada «aprisión», era la norma por la que toda tierra yerma, sin roturar, podía ser poseída sin mayor requisito por quien primero la pusiese en explotación, pasando a continuación a obtener del rey el diploma de «propiedad». El rey podía conceder esos títulos porque según el derecho romano y visigodo, todos los bienes sin dueño conocido (bona vacantia) pertenecen al Estado, al rey, y éste puede otorgarlos a quien desee.

#### El discutido origen del reino astur-leonés
El origen del núcleo cristiano situado en la cordillera cantábrica todavía hoy constituye una de las cuestiones más debatidas de la historia peninsular. Las primeras crónicas medievales son bastante tardías ―reinado de Alfonso III, 866-910― y sobre ellas se ha montado la "teoría tradicional" según la cual este núcleo surgió como resultado de la emigración hacia el norte de grupos de hispano-romanos visigodos, al frente de los cuales estaba el noble visigodo Pelayo, que no aceptaban la dominación musulmana y que se refugiaron en los valles cantábricos para combatir al islam. De esa forma el Reino de Asturias que se formó allí sería el continuador de la fenecida monarquía visigoda, que pasado el tiempo "reconquistaría" los territorios "perdidos".
Pero en las décadas finales del siglo XX y las primeras del siglo XXI se ha puesto en tela de juicio esta visión tradicional, destacando el hecho de que los visigodos, como ya había sucedido con los romanos, tampoco habían conseguido dominar completamente la franja cantábrica habitada por astures, cántabros y vascones, hasta el punto de que el momento en que se produce la invasión musulmana, el último rey visigodo D. Rodrigo se encontraba «ausente en tierra de Pamplona, en guerra con los vascones por graves rebeliones que habían estallado en aquel país», según el cronista árabe Al-Maqqari. Así estos pueblos continuarían con la misma resistencia cuando los musulmanes alcanzaran el norte peninsular, por lo que, aunque allí pudieran haberse refugiado algunos visigodos ―incluso nobles―, este núcleo poco tendría que ver con la monarquía visigoda, y no se puede hablar de «reconquista» de unas tierras que evidentemente nunca habían poseído.
La invención de la continuidad entre el Reino de Asturias y la Monarquía visigoda surge tardíamente ―concretamente durante el reinado de Alfonso III de Asturias― y como resultado de las transformaciones y expansión de aquel así como por la influencia de elementos visigodos y mozárabes que allí se refugiaron, idea que es aceptada por los monarcas astures porque afianza no sólo su poder interno, sino también su supremacía sobre el resto de los núcleos cristianos peninsulares.

### El reino de Pamplona y el condado de Aragón

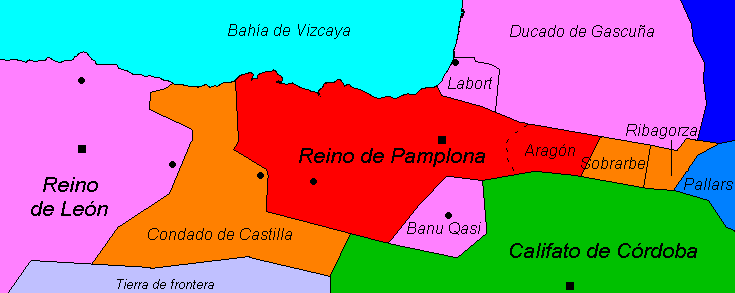
El reino de Pamplona con el condado de Aragón alrededor del año 1000

En el Pirineo central y occidental la presencia musulmana se limitó a la ocupación de fortalezas estratégicas y al cobro de tributos, por lo que sus habitantes gozaron de relativa independencia respecto del Estado musulmán que se acababa de instaurar. Pero esta independencia no se consolidaría hasta la intervención de la monarquía franca al sur de los Pirineos. Es así como surge en el siglo IX el Reino de Pamplona que hacia el año 816 ya cuenta con una dinastía propia, la familia Arista, que se hace con el poder en Pamplona, una antigua ciudad romana de origen vascón. Sin embargo el reino no se consolida hasta el siglo X, bajo Sancho Garcés I (905-925), que lo extiende hacia el Ebro, hasta alcanzar su máxima extensión con Sancho III el Mayor (1004-1035) que integró los condados de Castilla y de Ribagorza, que se añadieron a los de Sobrarbe y Aragón ―el primitivo condado de Aragón, había surgido en el siglo IX en la parte central de los Pirineos, y pronto se había independizado de la monarquía franca, hasta que en el año 924 había caído bajo la dependencia del Reino de Pamplona―. A la muerte del rey Sancho en 1035 los territorios del Reino se dividieron entre sus cuatro hijos y los condados de Castilla y Aragón se convirtieron en reinos.

### Condados catalanes

Los condados catalanes entre los siglos y

Los condados catalanes fueron fundados en el siglo IX por la monarquía franca en la vertiente sudoriental de los Pirineos para prevenir las posibles incursiones de los musulmanes de al-Ándalus. En el año 785 los francos se habían apoderado de la ciudad de Gerona y en el 801 de la de Barcelona. Aunque siguieron reconociendo la autoridad formal del monarca franco, los condes pronto se hicieron independientes, al conseguir que su nombramiento fuera vitalicio y hereditario. Sin embargo, se mantuvo la fragmentación, lo que dificultó el nacimiento de una entidad territorial y política, aunque pronto el condado de Barcelona se convirtió en hegemónico. El conde Ramón Berenguer I (1035-1076), además de reunir junto al de Barcelona, los condados de Gerona y Osona, consiguió que el resto de condes fueran sus vasallos y le juraran fidelidad.

### Los monasterios, el nacimiento de las lenguas romances y el arte prerrománico

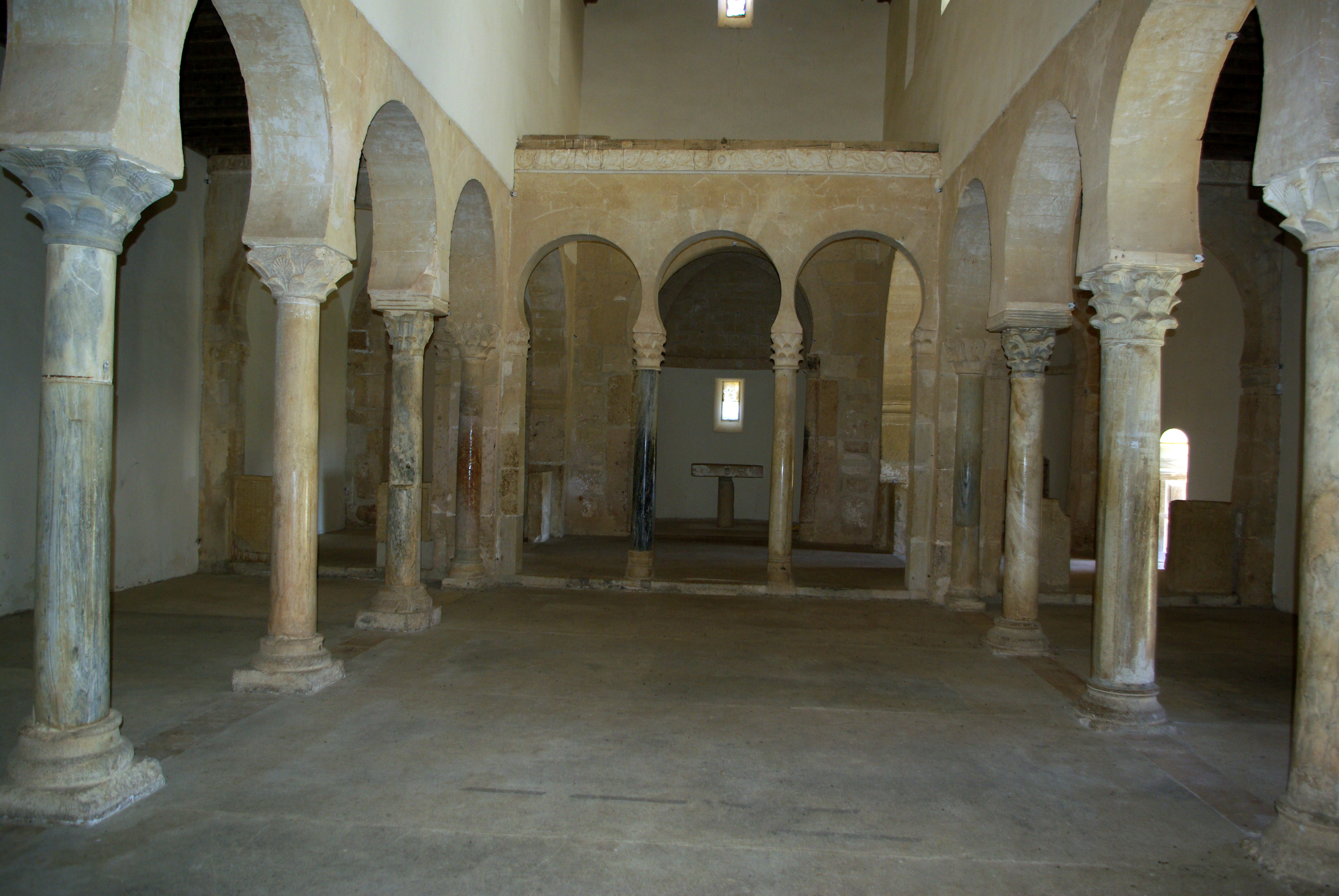
Interior de la iglesia de estilo mozárabe de San Miguel de Escalada.

Los centros culturales de los reinos cristianos fueron los monasterios. En ellos el latín siguió siendo la lengua culta y en ella se escribieron las crónicas y las obras religiosas ―como los comentarios del Apocalipsis en los llamados “Beatos"―. Y en ellos se recibieron las aportaciones de los mozárabes procedentes de Al-Ándalus, especialmente en el monasterio de Ripoll, en Cataluña, donde se tradujeron del árabe al latín muchas obras de ciencias y música, y se copiaron obras latinas, formándose una importante biblioteca a la que acudían estudiosos de otros lugares de la Europa cristiana.
Durante este período es cuando se forman las lenguas romances derivadas del latín (asturleonés, navarroaragonés, gallego, catalán y castellano), y del siglo X proceden las primeros vestigios escritos de catalán y de castellano (y también del eusquera).
Las manifestaciones artísticas se encuadran en el arte prerrománico, que comprende el arte asturiano de los siglos VIII y IX (en el que destaca Santa María del Naranco, que fue a la vez sede de la corte e iglesia), y el arte mozárabe, que tiene sus manifestaciones más importantes en el siglo X, entre las que destaca San Miguel de Escalada en León.